# لوسيان بوشارد
لوسيان بوشارد هو محامي ودبلوماسي وسياسي كندي، ولد في 22 ديسمبر 1938 في Saint-Cœur-de-Marie, Quebec ‏ في كندا. نشط حزبياً في الحزب الكيبيكي والكتلة الكيبيكية والحزب الكندي التقدمي المحافظ.

## مناصب
- انتخب عضو مجلس العموم الكندي عن دائرة Lac-Saint-Jean [الإنجليزية]‏ (20 يونيو 1988 – 15 يناير 1996).
- انتخب وزير البيئة [الإنجليزية]‏ (8 ديسمبر 1988 – 21 مايو 1990).
- انتخب وزير الدولة لشؤون كندا [الإنجليزية]‏ (31 مارس 1988 – 29 يناير 1989).
- انتخب عضو الجمعية الوطنية في كيبك [الإنجليزية]‏ عن دائرة جانكوير [الإنجليزية]‏ (19 فبراير 1996 – 8 مارس 2001).
- انتخب Premier of Quebec [الإنجليزية]‏ (29 يناير 1996 – 8 مارس 2001).

## وصلات خارجية
- لوسيان بوشارد على موقع الموسوعة البريطانية (الإنجليزية)
- لوسيان بوشارد على موقع مونزينجر (الألمانية)